# Jerry Williams

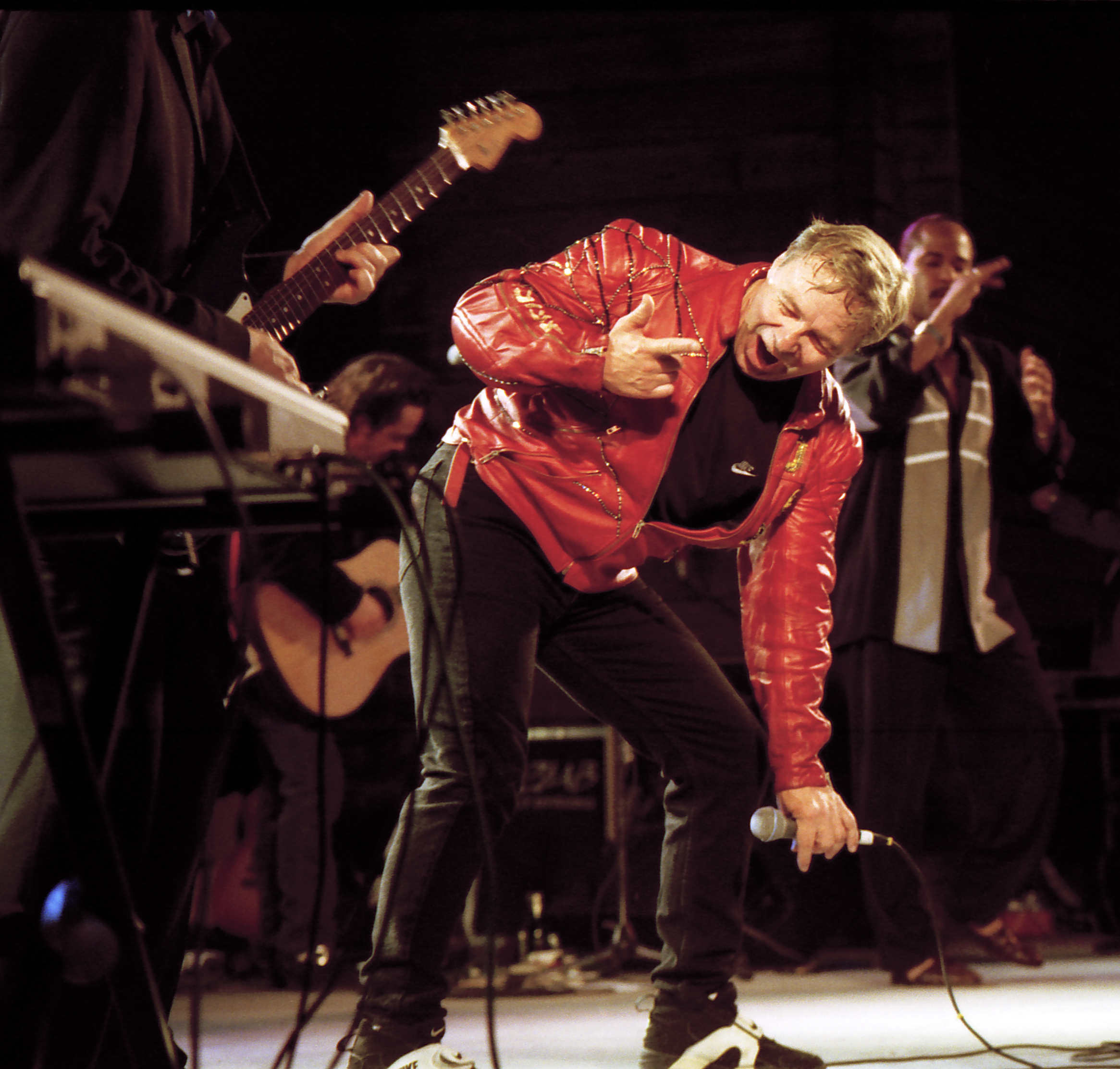
Jerry Williams 1998.

Jerry Williams, egentligen Erik Sven Fernström, född 15 april 1942 i Solna församling, död 25 mars 2018 i Täby, var en svensk rocksångare. Williams slog igenom som sångare i The Violents i början av 1960-talet och hade därefter en lång solokarriär.

## Biografi

### Uppväxt
Williams växte upp i en familj som delade en enrummare på Huvudstagatan 14 i Solna. Modern Edit, som var undersköterska, avled när Jerry Williams var tolv år gammal. Fadern tog därefter ensam hand om Williams och hans bror. Han var sommarbarn i Björkulla utanför Töreboda. Jerry Williams arbetade i unga år som rörmokare.

### Karriär
År 1963 var Jerry Williams tillsammans med The Violents förband åt The Beatles under dess Sverigeturné. Det blev mer soul-influerad musik vid slutet av 1960-talet, men han sneglade även på countrymusik vilket kan höras i låtar som Keep On och Cotton Jenny. Båda blev stora hits i Sverige och det var också med dessa två låtar han nådde första plats på Tio i topp.
Under tidiga år inspirerades han av både Otis Redding och James Brown. Brown kallades ofta "Mr. Dynamite", och Jerry Williams släppte redan 1963 albumet Mr. Dynamite.
Han återkom till den mer rock'n'roll-baserade musiken i början av 1970-talet och spelade med bandet Roadwork fram till början av 1980-talet. Under 1970-talet turnerade Williams även med gruppen The Telstars. År 1983 medverkade Williams i filmen G – som i gemenskap. Han spelade också i musikalen Cats.
Släppet av låten Did I Tell You och skivan JW 1989 innebar att Williams nådde ut brett till en ny generation. "Did I Tell You" blev en stor hit och man gjorde även en musikvideo till den. Samtidigt satte Williams upp sin andra krogshow, Live på Börsen. Denna blev en publiksuccé och kördes i flera säsonger med totalt 167 föreställningar på Hamburger Börs i Stockholm.
Därefter har Williams satt upp flera krogshower, som exempelvis Live 'n Jive på Hamburger Börs 1999, Jerka på Stora teatern i Göteborg och på Göta Lejon i Stockholm 2002 och Ringside på Scalateatern i Stockholm 2005 och på Lorensbergsteatern i Göteborg 2006.
År 1985 fick Williams LO:s kulturstipendium och 1991 hamnade han på ett svenskt frimärke. Han uttalade redan på 1970-talet sitt stöd för dåvarande Vänsterpartiet kommunisterna och behöll detta senare i livet. Han medverkade i kören för Sveriges bidrag En dag med Tommy Nilsson vid Eurovision Song Contest 1989.
År 1996 förlorade han nästan 2,9 miljoner kronor när hans ekonomiske rådgivare förskingrade pengar.
Williams var värd för Sommar i P1 den 5 augusti 2009. Våren 2010 gjordes ett konstprojekt om honom som visats bland annat på Göteborgs konsthall och på olika gallerier. Under 2009 och 2010 gjorde han showen Dynamite på Rondo i Göteborg och på Tyrol i Stockholm. Han har även varit en återkommande artist i Allsång på Skansen och som liveartist runt om i Sverige på somrarna.
Den 17 januari 2013 hade Williams premiär för sin avskedsföreställning Jerry – The Farewell Show på Cirkus i Stockholm. Under våren såldes över 100 000 biljetter till showen, som åkte på turné i Sverige under hösten 2013.
År 2013 spelade Malena Ernman in albumet I decembertid med Williams medverkande på låten Counting Miracles. Låten placerade sig på Svensktoppen och efter 18 veckor fick Williams sin första Svensktoppsetta när förstaplatsen nåddes den 6 april 2014.

### Privatliv
Jerry Williams var gift från 1977 med Britten Fernström och har två döttrar i detta äktenskap. Han var tidigare ensamstående far till en son, som fick följa med på hans turnéer. Han var bosatt i Täby i Stockholms län.
Jerry Williams avled i cancer den 25 mars 2018. Han är begravd på Solna kyrkogård.

## Verk

### Diskografi

#### Singlar (urval)
- 1962 – Darling Nelly Grey (som Jerry Williams & The Violents) (Sonet T-7524)
- 1962 – Hello goodbye (Twistin' Patricia) (som Jerry Williams & The Violents) (Sonet T-7531)
- 1962 – Lolita (som Jerry Williams & The Violents) (Sonet T-7540)
- 1962 – Goodnight my love (som Jerry Williams & The Violents) (Sonet T-7542)
- 1963 – Number one / Feelin' blue (Sonet T-7555)
- 1963 – Do it over again / Dangerous happiness (Sonet T-7574)
- 1963 – All shook up / Save me (Sonet T-7583)
- 1963 – Forty days / Teddy bear (som Jerry Williams & The Violents) (Sonet T-7586)
- 1964 – Free me / It´s True (Sonet T-7592)
- 1964 – Ready teddy / Come on,Come on(Sonet T-7612 och T-7616 - olika B-sidor)
- 1965 – Tutti frutti/ Ave Maria No Morro (Sonet T-7624)
- 1965 – Runaround Sue / Last date (Sonet T-7640)
- 1965 – Midnight special / The wanderer (Sonet T-7644)
- 1966 – Treat her right /Love me Love me
- 1967 – Ave Maria no morro/ En sång en gång för längesen (Sonet T-7660)
- 1967 – Stand by me (Sonet T-7585)
- 1967 – It beats me / Just a little bit of you (Sonet T-7702)
- 1967 – Du finns i mina tankar / Dags att ta farväl (Sonet T-7710)
- 1967 – Let's Spend the Night Together/ On Top Of The World (Sonet T-7716)
- 1968 – Fa Fa Fa Fa Fa (som Jerry Williams & his Dynamite & Soul Band) (Sonet T-7724) (ursprungligen av Otis Redding)/ Come On Home
- 1969 – Keep On (som Jerry Wiliams & Dynamite Brass) (Sonet T-7768) (ursprungligen av Bruce Channel)/ Boogaloo Baby
- 1969 – Gitarzan (Sonet T-7778)/ This Hammer
- 1970 – Sweet little sixteen (Sonet T-7802)/ Have A Little Mercy
- 1971 – Highway to freedom (Sonet T-7831)/ Let´s Get Together
- 1972 – Mr busdriver /Soolaimon (som Jerry Williams & Alarm) (Sonet T-7895)
- 1972 – Cotton Jenny / Turn On Your Lovelight (Sonet T-7904) (ursprungligen av Gordon Lightfoot)
- 1973 – Jungle hop (Sonet T-7909)
- 1974 – Tower of strength (Sonet T-7925)
- 1975 – Rikky rock 'n roller (Sonet T-7931) (skriven av Benny Andersson och Björn Ulvaeus - producerad av Claes af Geijerstam
- 1978 – I Can Jive (som Jerry Williams & Roadwork) (Sonet T-7957)
- 1980 – Makin' love to you (remix) / Hot rock'n'roll band (Sonet T-10013)
- 1981 – Rocket in my pocket / That'll be all (Sonet T-10025)
- 1981 – Aha uhu mhm (som Jerry Williams & Roadwork) (Sonet T-10044)
- 1982 – Cruisin' on a Saturday night (Sonet T-10078)
- 1983 – If you want my love (Sonet T-10106)
- 1984 – Working Class Hero (Sonet T-10141)
- 1985 – Bang the drum all day (new remix) / Every now and then (Sonet 12T-10166)
- 1986 – The joint is jumping / I wanna fall in love again (Sonet T-10208)
- 1986 – Blue this Christmas / Saturday night fish fry (Sonet T-10222)
- 1987 – It keeps rainin' / I wanna love you (Sonet T-10227)
- 1989 – Did I Tell You (Sonet T-10285)
- 1989 – Let's do some rock'n'roll (Sonet 12T-10294)
- 1989 – It Started with a Love Affair (Sonet T-10300)
- 1989 – I want to know (Sonet T-10309) (med Suzzie Tapper)
- 1989 – Woman (Sonet T-10318)
- 1990 – Who's Gonna Follow You Home? (bakgrundssång av The Boppers) (Sonet T-10338 och T-10340 - olika versioner och mixningar)
- 1990 – Vintersaga (Sonet T-10343)
- 1991 – If you see her (som Jerry Williams & The Boppers) (Sonet T-10382)
- 1991 – Rock-a-doodle (Sonet T-10402)
- 1993 – Goodbye Rolling Stone (skriven av Norell Oson Bard) (Sonet T-10441)
- 1993 – Dream on (Sonet T-10451) (sista vinylsingeln)
- 1996 – Jackson (duett med Ardis Fagerholm) (576 698-2)
- 2005 – Ringside (skriven av Daniel Lemma) (986 938-6)
- 2013 – Counting miracles (tillsammans med Malena Ernman - låg på Svensktoppen 2014)

#### EP (urval)
- 1962 – Twistin' Patrica/Allez Allez/Darling Nelly Grey/Nobody's Darling But Mine (som Jerry Williams & The Violents) (Sonet SXP-4037)
- 1967 –  Ave Maria No Morro (svensk version)/En Sång En Gång För Längesedan & Vinden Ger Svar/Inte En Skymt (Sonet SXP-4091)

#### Singel/maxi som del av gruppenThe Sylvesters
- A Happy, Happy Year For Us All (1990)

#### Album
- 1963 – Jerry 21
- 1963 – Mr. Dynamite
- 1964 – More Dynamite
- 1964 – Jerry Williams & The Violents At The Star-Club
- 1965 – Mr. Dynamite Explodes Again
- 1966 – Action
- 1967 – Jerry Williams & The Violents (nysläpp av Jerry 21)
- 1968 – Power of Soul
- 1969 – Dr. Williams & Mr. Dynamite
- 1970 – Leader Of The Pack
- 1972 – Money
- 1974 – Sweet Little Rock 'n' Roller
- 1976 – Kick Down
- 1977 – Too Fast to Live – Too Young to Die
- 1979 – I Can Jive
- 1980 – Hot Rock 'n' Roll Band
- 1981 – No Creases
- 1982 – God Bless Rock 'n' Roll
- 1983 – 2 Faces
- 1984 – Working Class Hero
- 1987 – One and One
- 1989 – JW
- 1990 – Live på Börsen
- 1991 – Rock-A-Doodle
- 1993 – Jerry Williams
- 1996 – Keep on Rollin'
- 1998 – Kung i blodet
- 2000 – Can't Slow Down
- 2002 – Sweet Sixty
- 2004 – Golden Hits Live
- 2011 – Alright
- 2013 – The Farewell Show (digital släpp från samlingsboxen "Keep On 1962-2013")
- 2015 – Ghost Rider
- 2016 – Man Måste Få Lira
- 2019 – Waterfront Studio Sessions
- 2022 – Summer Tour '04

### Filmografi
- 1963 – Åsa-Nisse och tjocka släkten
- 1967 – Drra på – kul grej på väg till Götet
- 1983 – G – som i gemenskap
- 1985 – On the Loose
- 1987 – Nionde kompaniet
- 1991 – Rock-A-Doodle (svensk röstdubbning)
- 1996 – Lilla Jönssonligan och cornflakeskuppen
- 1999 – c/o Segemyhr
- 2003 – Håkan Bråkan (TV-serie)

## Priser och utmärkelser
- 1989 – Grammis för JW i kategorin "Årets LP"
- 2002 – Tigertassen
- 2003 – Guldmasken, Juryns specialpris för Jerka
- 2004 – Lisebergsapplåden
- 2010 – Grammis, "Årets hederspris"
- 2013 – Edvardpriset